# 王明照
王明照（1883年—1912年8月5日），字莪章，江蘇省上海縣人，比利時崗省大學校（Université_de_Gand，根特大學）鐵路專科畢業，工科進士。

## 生平[1]
- 宣統三年（1911年）九月，經學部驗看考試列最優等，賞給工科進士。[2]
- 民國元年（1912年）3月30日，派交通部工師[3]。
- 任京漢鐵路南段工程師。